# Khu bảo tồn Vườn quốc gia Muroto-Anan Kaigan
Quốc lập Vườn quốc gia Muroto-Anan Kaigan (室戸阿南海岸国定公园 Muroto-Anan Kokutei Koen ?) là một Khu bảo tồn Vườn quốc gia trên bờ biển của hai tỉnh Kochi và Tokushima, Nhật Bản. Nó được thành lập vào ngày 1 tháng 6 năm 1964 và có diện tích 72,2 km 2 (27,9 sq mi).